# Ophiophyllum nesisi
Ophiophyllum nesisi är en ormstjärneart som beskrevs av Martynov och Litvinova 2008. Ophiophyllum nesisi ingår i släktet Ophiophyllum och familjen fransormstjärnor. Inga underarter finns listade i Catalogue of Life.